# Molen P-V
Molen P-V is een van de poldermolens van de Zijpe- en Hazepolder en ligt in 't Zand in de Nederlandse gemeente Schagen. De molen is waarschijnlijk gebouwd in de 17e eeuw.
De molen bemaalt de afdeling 'P-V' van de polder. Deze functie heeft hij tot 1966 gehad, in dat jaar is de afdeling samengevoegd met de afdeling 'O-T', en hebben ze gezamenlijk een elektrisch gemaal gekregen. In 1968 is, tot ongenoegen van het polderbestuur, de molen door boeren weer in gebruik genomen bij hoog water.
In 1969 werd de P-V overgenomen door Stichting Zijpermolens. Door de stichting is de molen in de jaren 1976-1980 gerestaureerd.
Zijpe Molen D ·
Molen F ·
Molen L-Q ·
Molen N-G ·
Molen N-M ·
Molen O-N ·
Molen O-T ·
Molen P ·
Molen P-V ·
Molen Zuider-G

Stichting Zijpermolens